# 還俗
還俗（げんぞく）は、僧侶になった者が、戒律を堅持する僧侶であることを捨て、在俗者・俗人に戻る事をいう。復飾（ふくしょく）とも。
自らの意志で還俗する場合と、教団側から還俗させられる場合がある。
仏教用語の一つであるが、日本語においては仏教以外の宗教（キリスト教など）においても一般に用いられている。

## 概要
日本では、律令「僧尼令」における刑罰の一つでもあった。
武士・公家の家督や棟梁、氏長者といったものを相続していた当主が亡くなり、謀反防止のためなどの理由で出家していた子弟・縁者などが相続して家名を存続させる目的のものもあるなど、背景はさまざまである。
また、宮門跡となって入寺得度（出家）した親王が再び皇親に戻り、宮家を継承することもあった。特に幕末維新期にはその数は増えていった。

## 還俗した歴史上の人物

### 日本

#### 平安時代以前
- 天武天皇
- 和気広虫
- 早良親王（立太子のため）

#### 平安時代
- 円載
- 以仁王

#### 鎌倉時代
- 法然房源空（承元の法難により、僧を流罪とするには俗人でなければならなかったため。俗名藤井元彦）
- 善信房親鸞（同上。俗名藤井善信。「非僧非俗」の思想はここから生まれる）
- 一遍房智真（父河野通広の死により所領相続のため。のち再出家）
- 四条隆資
- 宗良親王（後醍醐天皇の命による鎌倉幕府追討のため）
- 護良親王（同上。大塔宮の呼称はここから）

#### 室町時代・安土桃山時代
- 足利義教（室町幕府将軍職相続のため）
- 足利政知（異母弟義政の命による古河公方追討のため）
- 足利義視（兄義政の後継者となるために還俗）
- 足利義昭（兄義輝の敵を討ち、将軍職に就くため還俗。将軍辞任後に再出家）
- 尼子勝久
- 板倉勝重（父好重や弟の戦死により還俗し、家督相続）
- 稲葉良通（父通則や兄の戦死により還俗し、家督相続）
- 今川義元（兄氏輝の死亡に伴い還俗し、家督相続）
- 寒河江広種（嫡弟孝広の死亡に伴い還俗し、家督相続）
- 山岡景友
- 龍造寺隆信

#### 江戸時代
- 佐々宗淳
- 井伊直興
- 伏見宮邦家親王
- 九条尚実
- 近衛忠熈
- 高遊外
- 久邇宮朝彦親王（還俗当初は中川宮を、後に賀陽宮の宮号を名乗っている。明治時代に久邇宮に改名）

#### 近代
- 北白川宮能久親王
- 松園尚嘉（興福寺大乗院門跡。廃仏毀釈によって院は廃絶。後に子爵。奈良華族を参照）
- 鴻雪爪
- 村上専精
- 河口慧海
- 臥雲辰致（明治時代初期にガラ紡を発明）
- 稲盛和夫
- 市川白弦
- ポール牧
- 夢野久作

### 中国
- 鳩摩羅什
- 衛元嵩
- 費長房
- 信行
- 則天武后
- 賈島
- 劉秉仲

## 波羅夷罪
仏教教団の戒律においては、波羅夷と呼ばれる4つの大罪を犯した僧が処される最も重い刑罰は破門になり自ら還俗することも出来ず、これらの罪によって罰せられた場合、再出家することも禁じられている。つまり、終身の教団追放を意味している。
- 殺人戒を犯したもの
- 偸盗戒を犯したもの（ただし、一定額以上）
- 婬戒を犯したもの
- 大妄語戒を犯したもの（得道を詐称した大妄語に限る）